# 서울양원초등학교
서울양원초등학교는 대한민국 서울특별시 양천구 신월3동에 있는 공립 초등학교이다.

## 동문

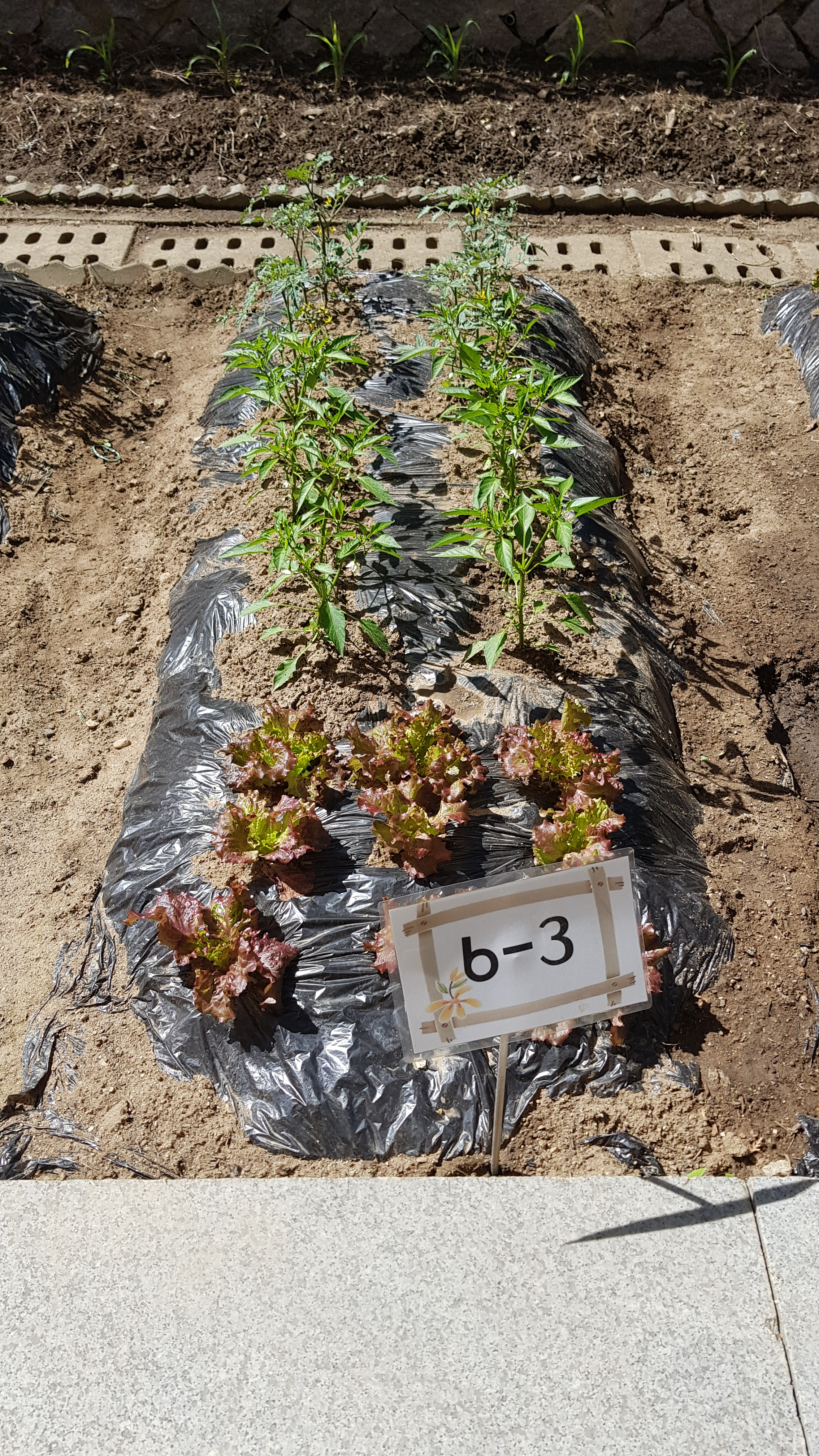

## 학교 연혁
| 1990년 12월 1일  | 서울양원초등학교 설립인가 초대 교장 치인실 부임           |
| 1991년 5월 6일   | 개교식 거행                                               |
| 1992년 2월 18일  | 제1회 졸업식(남126명,여120명, 계246명)                    |
| 1999년 12월 30일 | 학교 경영 우수학교 표창(강서교육청 제2281호)              |
| 2000년 3월 1일   | 제4대 김종택 교장 취임                                    |
| 2003년 12월 29일 | 학교 경영 교육장표창. 쾌적한 화장실 우수교 교육장 표창    |
| 2004년 11월 19일 | 학교 경영 평가 우수학교 선정 교육감상 수상                |
| 2005년 12월 28일 | 05학년도 학교경영 우수학교 교육감 표창                    |
| 2006년 7월 1일   | 서울특별시교육청 지정 좋은학교만들기 자원학교(2006-2009)  |
| 2006년 11월 1일  | 양원교육문화관 개관                                       |
| 2007년 2월 12일  | 2006학년도 학교평가 우수학교 교육감 표창                  |
| 2007년 2월 12일  | 2006학년도 인성교육 우수학교 교육장 표창                  |
| 2009년 2월 6일   | 영어전용실 완공 및 보건교육실 설치                        |
| 2009년 9월 2일   | 운동장 스텐드 보수 및 주차장 설치 완비                    |
| 2009년 12월 30일 | 학교도서관 운영 우수학교 교육감표창                       |
| 2009년 12월 30일 | 학력신장 우수학교 교육감 표창                             |
| 2010년 2월 11일  | 제19회 졸업식(남50명,여57명, 계107명)                     |
| 2010년 8월 20일  | 학생용 사물함 교체                                        |
| 2010년 9월 7일   | 노후 전기 시설 개선 공사                                  |
| 2010년 9월 17일  | 운동장 평탄화 개선 공사                                   |
| 2011년 2월 17일  | 제20회 졸업식(남53명,여49명 계102명)                      |
| 2011년 3월 1일   | 김홍식 교장선생님 부임                                    |
| 2011년 3월 2일   | 입학식 58명                                               |
| 2011년 3월 2일   | 돌봄교실 개관                                             |
| 2011년 4월 11일  | 운동장 트랙 설치                                          |
| 2011년 5월 17일  | 교실 앞 출입문 경사로 설치                                |
| 2011년 5월 24일  | 양원 튼튼이 둥지 설치                                     |
| 2011년 12월 30일 | 2011년 생활지도 우수학교 교육감 표창                      |
| 2012년 1월 18일  | 2011년 바른 인성교육 실천사례 연구대회 최우수 표창        |
| 2012년 2월 15일  | 제21회 졸업식(남47명, 여 46명, 총 93명)                   |
| 2012년 3월 1일   | 특수학급 신설,교육복지특별지원사업 학교 지정              |
| 2012년 3월 2일   | 시업식 및 입학식18학급 편성                               |
| 2012년 4월 18일  | 팜스쿨 지원사업학교 선정                                  |
| 2012년 6월 5일   | 특수학급 교실(보듬반)개관                                 |
| 2012년 8월 17일  | 교내 전화선 전면 교체(ARS시스템)                          |
| 2012년 8월 20일  | 국악학생오케트라 지원 사업학교 선정                       |
| 2012년 9월 21일  | Wee Class개관                                             |
| 2012년 9월 21일  | 음악실 개관                                               |
| 2012년 12월 17일 | 지속가능발전교육 최우수학교 표창(교육과학기술부장관 표창) |
| 2013년 2월 15일  | 제22회 졸업식(남38명,여38명, 계76명 )                     |
| 2013년 3월 1일   | 교육복지특별지원사업 학교 지정                            |
| 2013년 3월 2일   | 시업식 및 입학식 16학급(특수학급1포함)                    |
| 2013년 3월 8일   | 2013 지속가능 발전교육 선도학교 지정                      |
| 2013년 8월 14일  | 미술실 환경 개선 사업 완료                                |
| 2013년 9월 2일   | 아리수 설치                                               |
| 2014년 2월 14일  | 제23회 졸업식(남27명,여 40명 계67명 총 졸업생3214명)      |
| 2014년 3월 1일   | 교육복지특별지원사업학교 지정(4년차)                      |
| 2014년 3월 18일  | 중앙현관 환경판 갱신 완공                                 |
| 2014년 6월 30일  | 본교 교사 등 외부도장 공사 완공                           |
| 2014년 9월 4일   | 서울시 교육청 아름다운학교 가꾸기 우수교(교육감표창)      |
| 2015년 1월 7일   | 교육복지특별지원사업학교 확정(5년차)                      |
| 2015년 2월 13일  | 제24회 졸업식(남 42명, 여37명 총 79명                     |
| 2015년 3월 1일   | 제8대 송지석 교장선생님 취임                              |
| 2015년 3월 2일   | 입학식(남 23명, 여 23명 총 46명)                          |
| 2015년 5월 11일  | 급식실 하수관 공사 완공                                   |
| 2015년 7월 15일  | 도시가스배관 보수 공사 완공                               |
| 2015년 11월 2일  | 청나비 공모전 멀티미디어 부문 우수교 교육장표창           |
| 2015년 12월 31일 | 청렴 마일리지 최우수교 교육장 표창                        |
| 2015년 12월 31일 | 2016학년도 교육복지우선지원 거점학교 선정                 |
| 2016년 1월 26일  | 과학실 환경 개선 공사 완공                                |
| 2016년 2월 5일   | 제25회 졸업식(남 36명, 여 22명, 총 58명)                  |
| 2016년 2월 22일  | 2016 탈북학생교육 연구학교 지정(신규)                     |
| 2016년 2월 29일  | 다목적강당 외벽 보강 공사 완공                            |
| 2016년 3월 1일   | 입학식(남 26명, 여 32명 총 58명)                          |
| 2016년 6월 7일   | 2016년 상반기 서울특별시교육청 에코마일리지 우수학교 선정 |
| 2016년 6월 24일  | 본관 계단 및 복도 균열 보수 공사 준공                     |
| 2016년 8월 13일  | 관리실LED교체                                             |
| 2016년 8월 17일  | 방송실 리모델링 공사(환경개선 및 전기공사)                |
| 2016년 9월 19일  | 소방시설 개선 공사                                        |
| 2016년 11월 17일 | 친환경 운동장 조성 공사 완공                              |
| 2017년 1월 24일  | 본관 뒤편 배수로 그레이팅 및 본관 방충망 설치             |
| 2017년 2월 14일  | 제26회 졸업식(남 19명, 여 23명, 총 42명)                  |
| 2017년 3월 6일   | 특수학급 증설에 따른 인테리어 공사 준공                   |
| 2017년 4월 4일   | 교내 CCTV 교체 공사 준공                                  |
| 2017년 8월 18일  | 급식실 가스온수기 설치 및 가스설비 공사 준공              |
| 2017년 8월 26일  | 본관3층 LED 조명 교체 공사 준공                           |
| 2017년 12월 7일  | 전국 탈북학생 교육 우수학교 선정                          |
| 2017년 12월 11일 | 체육관 LED 조명 교체 공사 준공                            |
| 2018년 1월 25일  | 체육관동 특별교실 출입문교체 공사 준공                    |
| 2018년 2월 13일  | 졸업식(남 23명, 여 20명 총 43명)                          |
| 2018년 2월 26일  | 본관3,4층 교실 LED 조명 교체 공사 준공                    |
| 2018년 3월 2일   | 입학식(남 29명, 여 30명 총 59명)                          |
| 2018년 5월 14일  | 교실 및 특별교실 LED 조명 교체 공사 준공                  |
| 2018년 5월 23일  | 돌봄교실 바닥 교체 공사 준공                              |
| 2018년 9월 3일   | 본관동 전후면 포장 개선 공사 준공                         |
| 2018년 9월 28일  | 체육관 냉난방기 교체                                      |
| 2018년11월 26일  | 어린이활동공간 야외 탁자 및 의자 보수 공사 준공           |
| 2018년 12월 27일 | 2018학년도 강서양천교육활동 우수학교 교육장 표창          |
| 2019년 1월 22일  | 체육관 LED조명 교체 공사 준공                             |
| 2019년 2월 15일  | 제28회 졸업식(남24, 여17, 총41)                           |
| 2019년 3월 1일   | 제9대 김회경 교장 취임                                    |
| 2019년 3월 4일   | 시업식 및 입학식(남29, 여18, 총47)                        |

## 참고 자료
- 서울양원초등학교 - 한국교육학술정보원 학교알리미